# Ceyx sangirensis
El martín pigmeo de las Sangihe (Ceyx sangirensis) es una especie de ave paseriforme de la familia Alcedinidae endémica de las islas Sangihe, un grupo de pequeñas islas de Indonesia localizadas al norte de Célebes. Anteriormente se clasificaba como una subespecie del martín pigmeo de Célebes (Ceyx fallax), pero en la actualidad se considera una especie separada. Está amenazado por la pérdida de hábitat.